# Norodom Arunrasmy
Norodom Arunsrasmy (en jemer: នរោត្តម អរុណរស្មី; Nom Pen, 2 de octubre de 1955) es la hija del Rey Norodom Sihanouk, medio hermana del actual Rey Norodom Sihamoní, e hijastra de la antigua Reina consorte Norodom Monineath Sihanouk, hoy Reina Madre. Su madre biológica es Mam Manivan Phanivong, una mujer lao nacida en Vientián, que se casó con Sihanouk en 1949.

## Biografía
La princesa Arunrasmy asistió a la escuela primaria en el Petit Liceo Descartes en Nom Pen, Camboya, y asistió a la escuela secundaria en una escuela católica llamada Mater Dei en la Provincia de Kep. Habla jemer, lao, tailandés, francés e inglés. Ha estado activa en la política camboyana, presidiendo el Frente Unido Nacional para una Camboya Independiente, Neutral, Pacífica y Cooperativa, partido monarquista, entre 2013 y 2015, y es la actual embajadora de Camboya en Malasia desde 2005.
Arunrasmy se casó con el
príncipe Sisowath Sirirath en 1970, (mismo año en el que la monarquía fue depuesta por Lon Nol), con el que tuvo tres hijos: Sisowath Nakia, Sisowath Nando y Sisowath Sirikith Nathalie. Se divorciaron en 1991 poco antes de la restauración monárquica, y se casó con Keo Puth Rasmey, con el que tuvo dos hijos: Keo Ponita Rasmey Norodom y Keo Khemuni Rasmey Norodom.

## Distinciones honoríficas[5]

### Distinciones honoríficas camboyanas
- Dama Gran Cruz de la Real Orden de Camboya (2006).
- Comandante de la Real Orden de Monisaraphon (2004).
- Oficial de la Orden de la Reina Kusuma Niariratna Sri Vadhana (1993).

- Comendadora de la Orden de la Legión de Honor (República Francesa, 1996).